# Otto Falklind
Otto Falklind, ursprungligen Jönsson, född 14 november 1898 i Lilla Beddinge församling, i dåvarande Malmöhus län, död 23 juli 1968 i Göteborgs Haga församling, var en svensk sjöman, navigationslärare och lektor.
Otto Falklind var son till husmannen Jöns Persson och Matilda Persdotter i Lilla Beddinge. Han arbetade till sjöss 1913–1921, tog styrmansexamen 1922, sjökaptensexamen 1923 och navigationslärarexamen 1929, fortsatte med studier och tentamen vid Stockholms högskola samma år och vid Lunds universitet 1943.
Han var styrman och befälhavare till sjöss 1923–1932, extra lärare vid navigationsskolor 1932–1937 och adjunkt vid Navigationsskolan i Kalmar 1937–1944. Han blev behörig till lektorstjänst på nautiska linjen vid rikets navigationsskolor 1943 och tillträdde något år senare som lektor i navigation och sjömanskap vid Navigationsskolan i Malmö.
Falklind gifte sig 1936 med Gunborg Lundgren (1906–1998) och fick tillsammans med henne tre barn: författaren Gunila Ambjörnsson (1938–2013), Lars Falklind (född 1942) och fotografen Hans Falklind (född 1944). Otto Falklind var också far till företagsledaren Bror Falklind (1931–1999).
Han är begravd på Kvibergs kyrkogård i Göteborg.